# LM corsa
LM corsa（エルエム・コルサ）は、SUPER GTに参戦する、日本のレーシングチームである。

## 概要
スーパー耐久で長年トップコンテンダーであった大阪トヨペットグループ（OTG）が SUPER GTへのGT300クラスへの進出に伴い、同じくトヨタ系ディーラーチームのINGINGとのジョイントで2014年に結成されたチームであり、指揮体制はOTG側が勤める。2017年に2台体制になった際には、60号車はOTG単独のオペレーションとなった。
2014年は、BMW・Z4で参戦。カーナンバーは60。ドライバーは6年ぶりのGT参戦となった飯田章と、GT300のトップドライバーである吉本大樹という豪華布陣であった。この年の鈴鹿1000kmで早速、チーム初優勝を果たした。ドライバーズランキングでは吉本が6位に（飯田も吉本と同ポイントだったが最終戦を欠場のため7位）、チームランキングでは5位に付けた。
2015年は、60号車はドライバーはそのままレクサス・RC F GT3で参戦。また前年参戦したZ4は、INGINGメンテナンスのセカンドカーとしてカーナンバー51で参戦。ドライバーはトヨタ系のaprから移籍の新田守男と、7年ぶりのGT300復帰となった脇阪薫一。しかし60号車RC FはFIAのホモロゲーション未取得のため重い性能調整を課せられ、10位入賞2回（ドライバーズランキング32位）という結果に終わった。51号車は4度入賞で17位。
2016年は60号車の体制はそのままに、51号車はBMW・Z4 GT3から新車のフェラーリ・488 GT3へと変更。Aドライバーに都筑晶裕を迎え、Bドライバーに新田守男が、Cドライバーに脇阪薫一と言う布陣で臨む事となった。開発の難航するRC Fは依然ホモロゲーション未取得で、一度も入賞できずに終わった。51号車は3度入賞で総合16位に入った。
2017年は、60号車の体制はそのままに、51号車はフェラーリ・488 GT3からレクサス・RC F GT3へと変更。Aドライバーにaprより移籍した中山雄一を迎え、Bドライバーに坪井翔という布陣で臨む事となった。また51号車はヨコハマからブリヂストンへとタイヤが変更された。ようやくホモロゲーションを取得したRC Fは高い戦闘力を発揮し、第2戦富士と第7戦タイで51号車が優勝してランキング3位につけた。60号車も最高4位でランキング11位に入っている。
2018年は51号車が96号車にナンバーチェンジし、加えて86/BRZレースにも参戦してきた岡山トヨペットのK-tunes Racingとジョイントする形となる。ドライバーは坪井に代わり新田守男。60号車は飯田が監督に就任し、後任に2度のFIA-F4王者のルーキー宮田莉朋が抜擢された。96号車は2度の優勝を挙げ、新田守男が高木真一に更新された最多優勝記録を連続で取り戻す形となった。一方で60号車は第4戦タイの3位表彰台以外目立った成績はおさめられなかった。
2019年は、ドライバーはそのままにタイヤメーカーをダンロップへと変更。第6戦オートポリスで優勝し、チームランキング9位につけた。なお、この年から96号車は、K-tunes RacingとINGINGのジョイント体制となり、LM corsaは1台体制となった。
2020年はドライバーを宮田莉朋に代わり河野駿佑を起用、タイヤメーカーをミシュランへと変更する。前年の好調から転じて入賞2回に留まり、2016年以来のシーズン未勝利に終わった。
2021年は、マシンをGT300規定のトヨタ・GRスープラに、タイヤメーカーを再びダンロップへと変更する。富士スピードウェイでの2レース（第2戦、第8戦）をともに勝利し、2017年以来の年間3位を記録した。
2022年はドライバー・タイヤとも前年の体制を維持する。
2025年は、GRスープラからaprが開発したレクサス・LC500 GTで参戦する。ただしこちらはapr31号車とは異なり、ハイブリッドシステム非搭載となる。

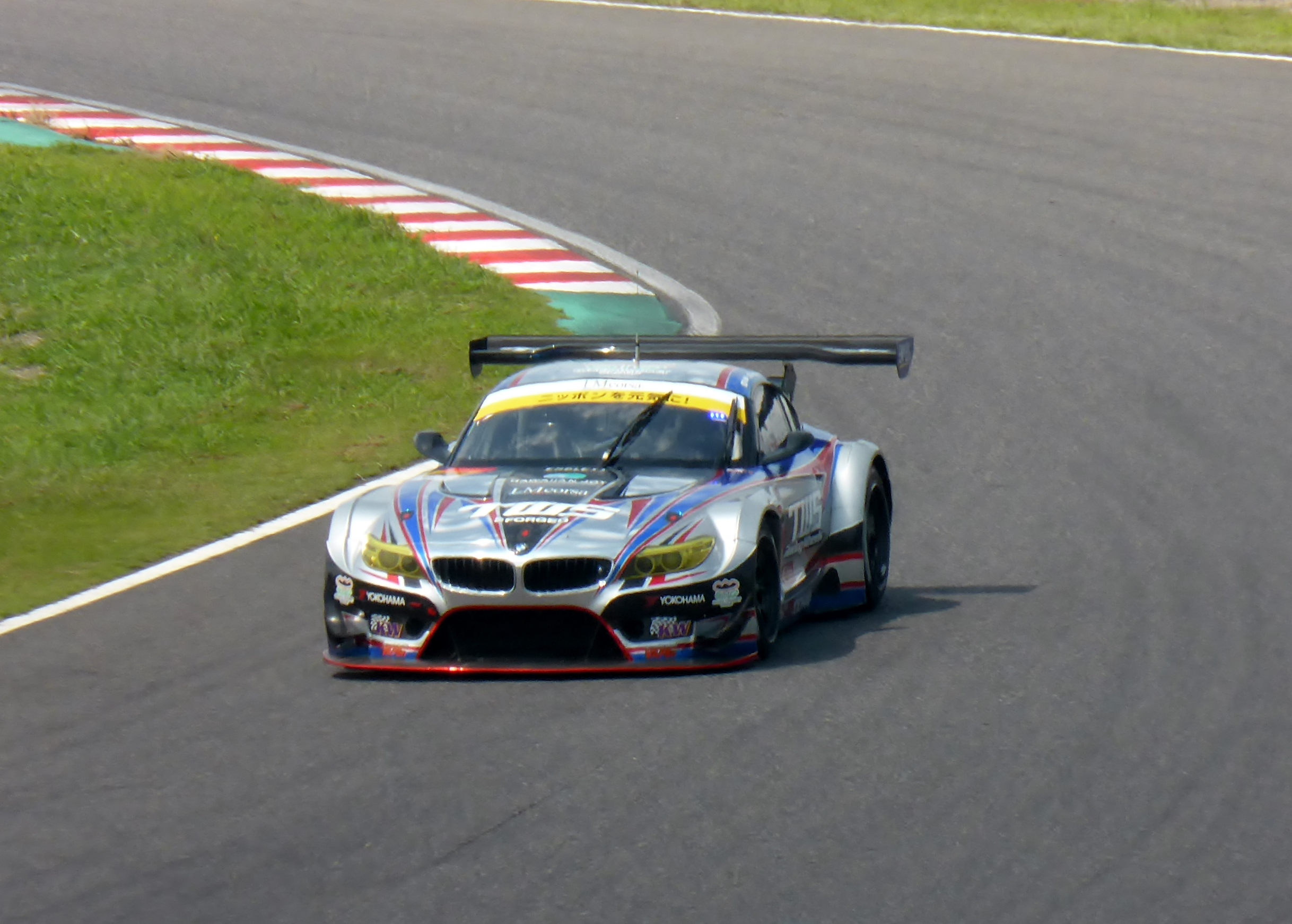
優勝を飾った2014年鈴鹿1000kmにて
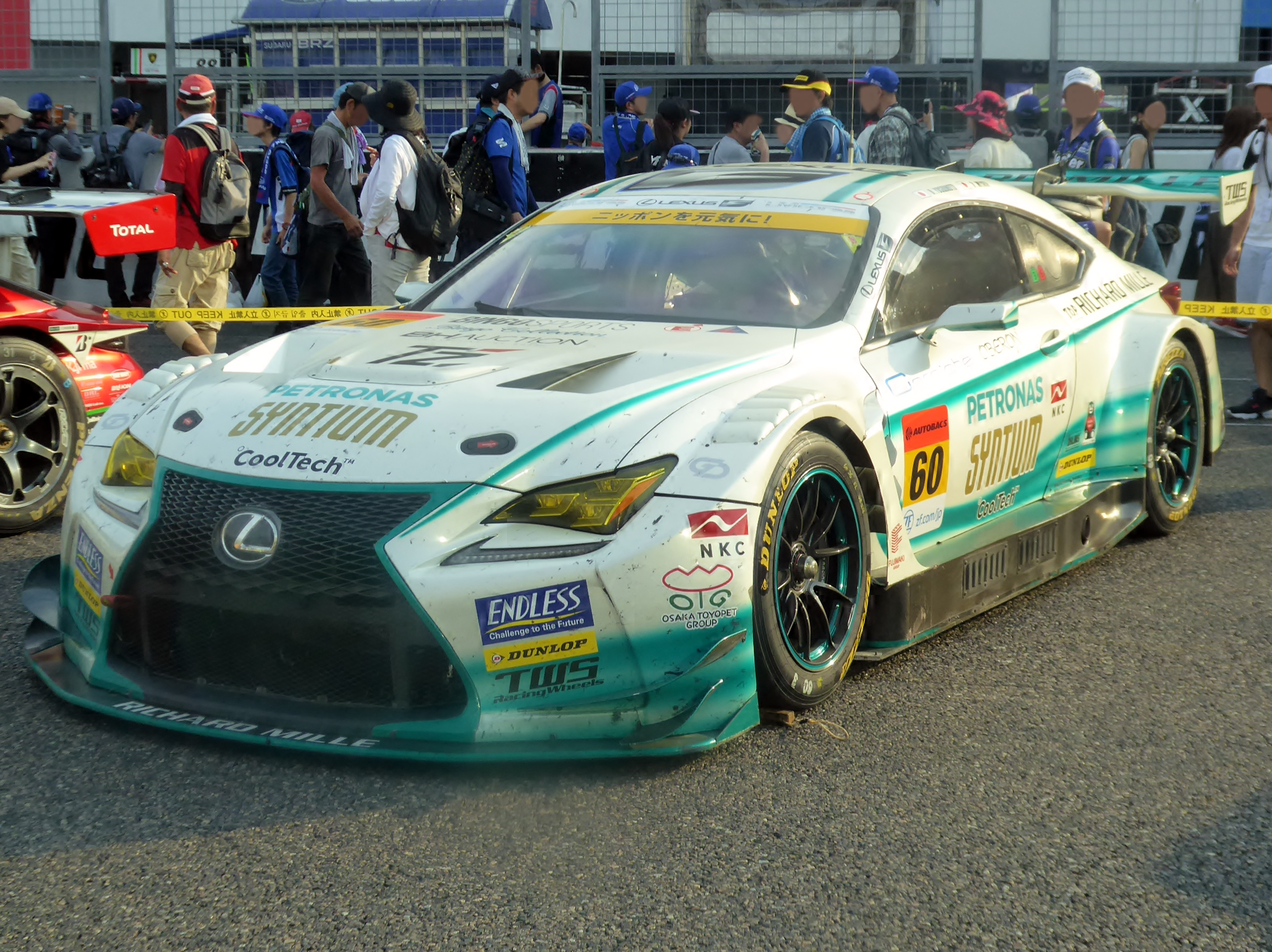
60号車のレクサス・RC F GT3（2019年）
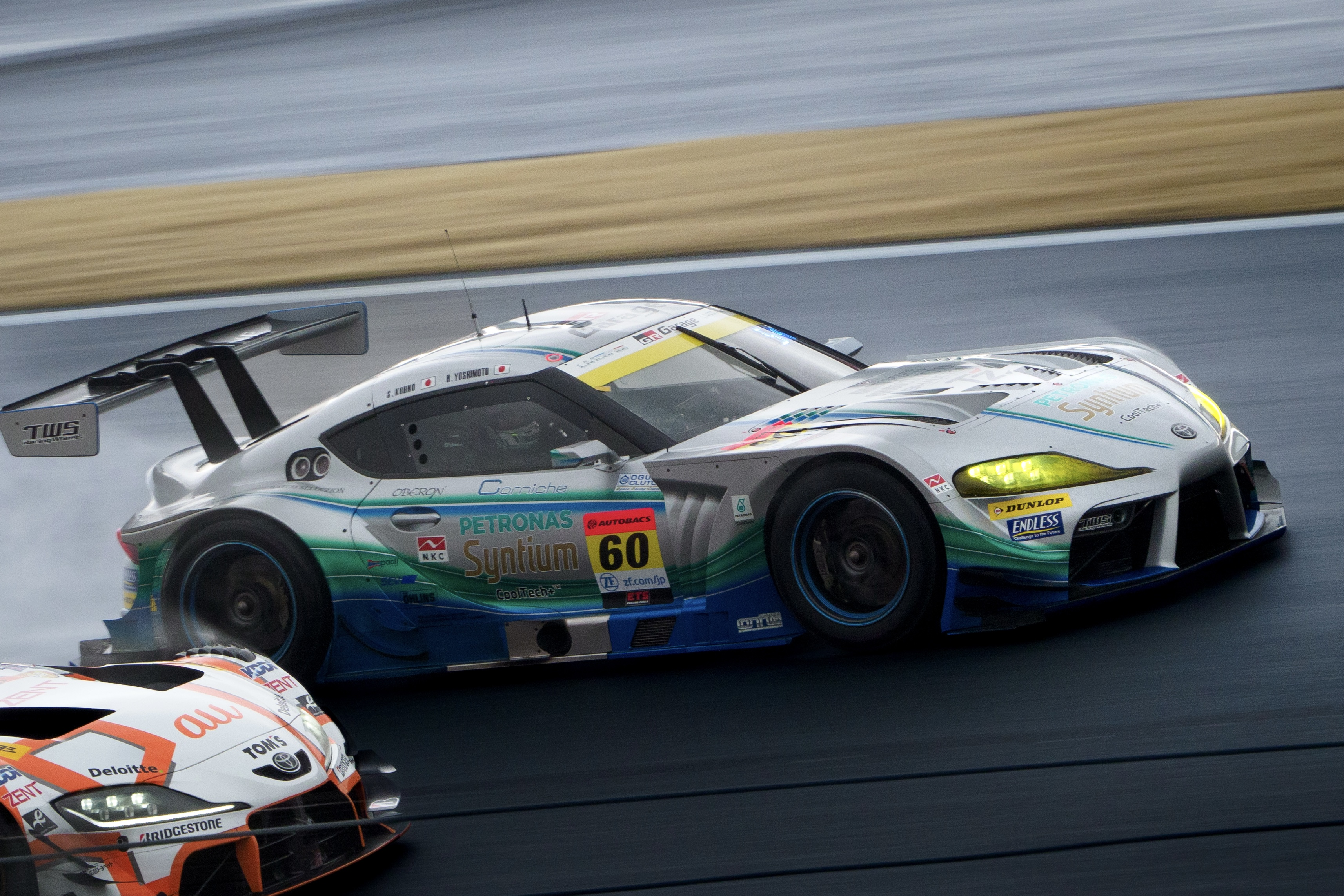
60号車のトヨタ・GRスープラ（2024年）

## 戦績

### SUPER GT
| 年     | エントラント名 | Car No. | 使用車両              | ドライバー                                                      | クラス | 1      | 2       | 3       | 4       | 5       | 6      | 7      | 8       | 順位  | ポイント |
| ------ | -------------- | ------- | --------------------- | --------------------------------------------------------------- | ------ | ------ | ------- | ------- | ------- | ------- | ------ | ------ | ------- | ----- | -------- |
| 2014年 | LM corsa       | 60      | BMW・Z4 GT3           | 飯田章（Rd.1-7) 佐藤晋也（Rd.6,8） 吉本大樹                     | GT300  | OKA 22 | FSW 21  | AUT 7   | SUG 10  | FSW 5   | SUZ 1  | CHA 4  | TRM 15  | 5位   | 62       |
| 2015年 | LM corsa       | 51      | BMW・Z4 GT3           | 新田守男 脇阪薫一                                               | GT300  | OKA 9  | FSW 9   | CHA     | FSW Ret | SUZ 9   | SUG 17 | AUT 7  | TRM 15  | 13位  | 28       |
| 2015年 | LM corsa       | 60      | レクサス・RC F GT3    | 飯田章 吉本大樹 ドミニク・ファーンバッハー（Rd.5）              | GT300  | OKA 10 | FSW Ret | CHA Ret | FSW 15  | SUZ 19  | SUG 22 | AUT 10 | TRM 17  | 19位  | 11       |
| 2016年 | LM corsa       | 51      | フェラーリ・488 GT3   | 都筑晶裕 新田守男 脇阪薫一(Rd.2,6)                              | GT300  | OKA 5  | FSW 6   | SUG 9   | FSW 11  | SUZ 11  | CHA 12 | TRM 11 | TRM Ret | 15位  | 32       |
| 2016年 | LM corsa       | 60      | レクサス・RC F GT3    | 飯田章 吉本大樹 ドミニク・ファーンバッハー(Rd.6)                | GT300  | OKA 25 | FSW 21  | SUG Ret | FSW 17  | SUZ 18  | CHA 21 | TRM 20 | TRM Ret | 26位  | 10       |
| 2017年 | LM corsa       | 51      | レクサス・RC F GT3    | 中山雄一 坪井翔                                                 | GT300  | OKA 8  | FSW 1   | AUT 6   | SUG 13  | FSW 9   | SUZ 6  | CHA 1  | TRM 6   | 3位   | 85       |
| 2017年 | LM corsa       | 60      | レクサス・RC F GT3    | 飯田章 吉本大樹                                                 | GT300  | OKA 22 | FSW 8   | AUT 12  | SUG 15  | FSW 27  | SUZ 4  | CHA 6  | TRM 18  | 11位  | 44       |
| 2018年 | LM corsa       | 60      | レクサス・RC F GT3    | 吉本大樹 宮田莉朋                                               | GT300  | OKA 17 | FSW 7   | SUZ 5   | CHA 3   | FSW Ret | SUG 9  | AUT 12 | TRM 24  | 13位  | 42       |
| 2019年 | LM corsa       | 60      | レクサス・RC F GT3    | 吉本大樹 宮田莉朋（Rd.1,3-8) ドミニク・ファーンバッハー（Rd.2） | GT300  | OKA 7  | FSW 9   | SUZ 10  | CHA 15  | FSW 22  | AUT 1  | SUG 19 | TRM 9   | 9位   | 47       |
| 2020年 | LM corsa       | 60      | レクサス・RC F GT3    | 吉本大樹 河野駿佑                                               | GT300  | FSW 13 | FSW 16  | FSW 17  | TRM 12  | FSW 22  | SUZ 14 | TRM 12 | FSW 9   | 21位  | 26       |
| 2021年 | LM corsa       | 60      | トヨタ・GRスープラ GT | 吉本大樹 河野駿佑                                               | GT300  | OKA 8  | FSW 1   | SUZ 14  | TRM 12  | SUG 5   | AUT 19 | TRM 11 | FSW 1   | 3位   | 73       |
| 2022年 | LM corsa       | 60      | トヨタ・GRスープラ GT | 吉本大樹 河野駿佑                                               | GT300  | OKA 12 | FSW 17  | SUZ 9   | FSW 4   | SUZ 10  | SUG 15 | AUT 22 | MOT 11  | 15位  | 31.5     |
| 2023年 | LM corsa       | 60      | トヨタ・GRスープラ GT | 吉本大樹 河野駿佑                                               | GT300  | OKA 8  | FSW 23  | SUZ 7   | FSW 10  | SUZ 12  | SUG 21 | AUT 20 | MOT 15  | 18位  | 26       |
| 2024年 | LM corsa       | 60      | トヨタ・GRスープラ GT | 吉本大樹 河野駿佑 伊東黎明（Rd.5）                              | GT300  | OKA 12 | FSW 20  | SUZ 10  | FSW 14  | SUZ 14  | SUG 9  | AUT 10 | MOT 12  | 15位  | 26       |
| 2025年 | LM corsa       | 60      | レクサス・LC500 GT    | 吉本大樹 河野駿佑 伊東黎明                                      | GT300  | OKA 14 | FSW 15  | SEP 15  | FSW     | SUZ     | SUG    | AUT    | MOT     | 20位* | 11*      |

- 太字はポールポジション、斜字はファステストラップ。(key)

### 鈴鹿10時間耐久レース/鈴鹿1000kmレース
| 年     | チーム                     | 車両                          | タイヤ | クラス | No. | ドライバー                            | 周回数 | 総合順位 | クラス順位 |
| ------ | -------------------------- | ----------------------------- | ------ | ------ | --- | ------------------------------------- | ------ | -------- | ---------- |
| 2019年 | LM corsa                   | ポルシェ・911 GT3 R           | P      | Pro Am | 60  | 中西圭 脇阪寿一 脇阪薫一              | 263    | 24位     | 3位        |
| 2025年 | BINGO RACING with LM corsa | シボレー・コルベット C7 GT3-R | P      | Bronze | 9   | 伊東黎明 笹原右京 武井真司            |        |          |            |
| 2025年 | LM corsa                   | フェラーリ・296 GT3           | P      | TBA    | 60  | ジャンカルロ・フィジケラ 脇阪薫一 TBA |        |          |            |